# Mehmet Özdoğan
Mehmet Celal Özdoğan  (* 30. Mai 1943 in Istanbul) ist ein türkischer Prähistoriker.

## Leben
Mehmet Özdoğan besuchte die Grundschule in Sultanahmet, ab 1954 das Englische Gymnasium und ab 1959 das Robert College. Er studierte an der Universität Istanbul, wo er 1979 promoviert wurde. Zu seinen akademischen Lehrern gehörten Kurt Bittel, Robert John Braidwood und Halet Çambel. 1975 bis 1982 war Özdoğan Assistent, 1982 bis 1985 Assistent-Doçent und ab 1985 Doçent an der Universität Istanbul, wo er 1993 auch ordentlicher Professor wurde. Von 1999 bis 2008, dem Jahr seiner Emeritierung, war er Leiter der Abteilung für Urgeschichte.
1992 wurde er korrespondierendes Mitglied des Deutschen Archäologischen Instituts, 1994 dauerhaftes Mitglied der Union Internationale des Sciences Préhistoriques et Protohistoriques. 1996 lehrte er an der Brown University in Providence. Er erhielt 2001 den Preis der Türkischen Akademie der Wissenschaften, deren Mitglied er von 2002 bis zu seinem Austritt 2011 war, und 2008 den Vehbi-Koç-Preis sowie die italienische Cavaliere-Medaille. 2005 wurde Özdoğan in die National Academy of Sciences gewählt. Seit 2009 gehört er dem American Institute of Archaeology als korrespondierendes Mitglied an, seit 2011 ist er Mitglied der Bilim Akademisi, seit 2012 der Academia Europaea.
Sein Arbeitsschwerpunkt liegt auf dem Neolithikum, insbesondere des Raumes um das Marmarameer und in Thrakien (Hoca Çeşme, Kırklareli, Yarımburgaz), doch führte er auch in der Osttürkei Grabungen durch, so 1983/84 Rettungsgrabungen wegen des Baus des Arslantaş-Staudamms am Domuztepe in Karatepe-Arslantaş und 1999 bis 2004 in Mezraa-Teleilat.

## Veröffentlichungen (Auswahl)
- Lower Euphrates Basin 1977 Survey, Middle East Technical University, Ankara 1977.
- Pendik. A Neolithic Site of Fikirtepe Culture in the Marmara Region, in: Rolf Michael Boehmer, Harald Hauptmann (Hrsg.): Beiträge zur Altertumskunde Kleinasiens. Festschrift für Kurt Bittel, Bd. 1, Zabern, Mainz 1983, S. 401–411.
- Anatolia from the Last Glacial Maximum to the Holocene Climatic Optimum: Cultural Transformations and the Impact of the Environmental Setting, in: Paléorient 23,2 (1997) 25–38.
- Hoca Çeşme. An Early Neolithic Anatolian colony in the Balkans?, in: Man and the Animal World. Festschrift S. Bökonyi (= Archaeolingua 8). (1998) 435–451.
- Northwestern Turkey: Neolithic cultures between the Balkans and Anatolia, in: Mehmet Özdoğan, N. Başgelen (Hrsg.): Neolithic in Turkey, Istanbul 1999, S. 203–236.
- The Palaeolithic of the Bosphorus Region NW Turkey, in: Journal of Field Archaeology 28, 1–2 (2001) 69–92.
- mit Hermann Parzinger, Necmi Karul, Zeynep Eres: Aşağı Pınar I, Zabern, Mainz 2003, ISBN 3-8053-3269-6.
- Hoca Çeşme, in: Badisches Landesmuseum Karlsruhe (Hrsg.): Vor 12.000 Jahren in Anatolien – Die ältesten Monumente der Menschheit, Karlsruhe 2007, S. 152.
- Türk arkeolojisinin sorunları ve koruma politikaları. Arkeoloji ve Sanat Yayınları, Istanbul 2001.
- Elli soruda arkeoloji. 7 Renk Basım Yayın, Istanbul 2011.
- mit Oya Algana, M. Namık Yalçın, Yücel Yılmaz, Erol Sarı, Elmas Kırcı-Elmas, İsak Yılmaz, Özlem Bulkan, Demet Ongan, Cem Gazioğlu, Atike Nazik, Mehmet Ali Polat, Engin Meriç: Holocene coastal change in the ancient harbor of Yenikapı–İstanbul and its impact on cultural history. In: Quaternerly Research 76,1 (2011) 30–45.
- Archaeological Evidence on the Westward Expansion of Farming Communities from Eastern Anatolia to the Aegean and the Balkans, in: Current Anthropology 52 (2011) 415–430.
- mit Hermann Parzinger (Hrsg.): Die frühbronzezeitliche Siedlung von Kanlıgeçit bei Kırklareli. Ostthrakien während des 3. Jahrtausends v. Chr. im Spannungsfeld von anatolischer und balkanischer Kulturentwicklung, Zabern, Mainz 2012, ISBN 978-3-8053-4513-2.
- Neolithic Sites in the Marmara Region. Fikirtepe, Pendik, Yarımburgaz, Toptepe, Hoca Çeşme, and Aşağı Pınar, in: Nezih Bașgelen, Mehmet Özdoğan, Peter Kuniholm (Hrsg.): The Neolithic in Turkey. New Excavation & New Research, Bd. 5: Northwestern Turkey and Istanbul, Istanbul 2013, S. 167–269. ISBN 978-605-396-231-1
- Neolithic assemblages and spatial boundaries as exemplified through the Neolithic of Northwestern Turkey, in: Maja Gori, Maria Ivanova (Hrsg.): Balkan Dialogues: Negotiating Identity Between Prehistory and the Present, Taylor & Francis, 2017, S. 197–212.